# Grazia (nome)
Grazia  è un nome proprio di persona italiano femminile. Raramente Grazia viene usato come nome maschile, come per il beato Grazia da Cattaro. 

## Varianti
- Femminili
  - Alterati: Graziella[2]
  - Composti: Maria Grazia, Mariagrazia, Grazia Maria
- Maschili: Grazia[1], Grazio[1]
  - Alterati: Graziolo[1], Graziuolo[1]

### Varianti in altre lingue
- Inglese: Grace[2]
  - Alterati: Gracie[2]
- Latino: Gratia[1]
  - Maschili: Gratia[1], Gratius[1]
- Polacco: Gracja[3]
- Portoghese: Graça[4]
  - Alterati: Gracília[4]
- Spagnolo: Gracia[5]
  - Alterati: Graciela[5]

## Origine e diffusione
Deriva dal nome latino Gratia e significa per l'appunto "grazia", nel senso di "leggiadria", "eleganza", "bellezza". Anticamente era usato anche al maschile - un esempio è Grazia d'Arezzo, un canonista del 1200. È connesso etimologicamente al nome Graziano.
Il nome si è affermato nel Medioevo in riferimento alla grazia divina, e la sua diffusione attuale è soprattutto riferibile al culto e alla devozione alla "Madonna delle Grazie". Dal punto di vista classico, può anche riprendere le tre Grazie, figure della mitologia greca. Può infine avere anche un'accezione laica e rappresentare un augurio che la propria figlia abbia grazia.
La forma inglese, Grace, venne creata dai Puritani nel XVII secolo, assieme a molti altri nomi richiamanti virtù; verso il XVII secolo, essa veniva usata per "tradurre" in inglese il nome irlandese Gráinne. Il maschile italiano "Grazio" è diffuso soprattutto nel Lazio, dove è portato da circa 1.000 persone.

## Onomastico
L'onomastico può essere festeggiato a una qualsiasi delle date seguenti:
- 13 marzo, santa Grazia, vergine e martire a Saragozza sotto Diocleziano[7]
- 6 giugno, santa Grazia, martire, venerata a Germagno[8]
- 5 luglio, santa Grazia di Cornovaglia, moglie di san Probo[9]
- 27 luglio, beata Maria Grazia Tarallo, detta suor Maria della Passione[10]
- 21 agosto, santa Grazia (o Zoraide) di Alzira, cistercense e martire con Bernardo e Maria[11][12]
- 9 novembre, beato Grazia da Cattaro, religioso agostiniano[13][14]

Può inoltre essere festeggiato in occasione della ricorrenza della Madonna delle Grazie, la cui data può variare di luogo in luogo.

## Persone

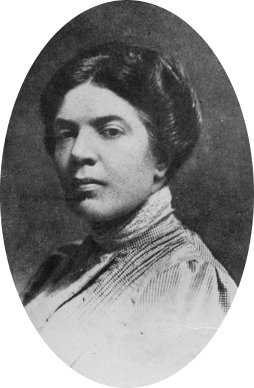
Grazia Deledda

Grazia Vitale

- Grazia Cherchi, scrittrice, giornalista e curatrice editoriale italiana
- Grazia Colombini, costumista italiana
- Grazia Deledda, scrittrice e traduttrice italiana
- Grazia Di Michele, cantautrice italiana
- Grazia Francescato, politica e attivista italiana
- Grazia Galante, ballerina e coreografa italiana
- Grazia Gresi, cantante italiana
- Grazia Labate, accademica e politica italiana
- Grazia Lissi, fotografa e giornalista italiana
- Grazia Migneco, attrice e doppiatrice italiana
- Grazia Nasi, commerciante di spezie portoghese, a capo della comunità dei Marrani di Lisbona
- Grazia Nidasio, fumettista italiana
- Grazia Sestini, insegnante e politica italiana
- Grazia Schiavo, attrice italiana
- Grazia Scuccimarra, scrittrice, docente, attrice e regista teatrale italiana
- Grazia Varisco, artista italiana
- Grazia Verasani, scrittrice e cantautrice italiana
- Grazia Letizia Veronese, paroliera e compositrice italiana
- Grazia Vitale, cantante italiana

### Variante Graziella

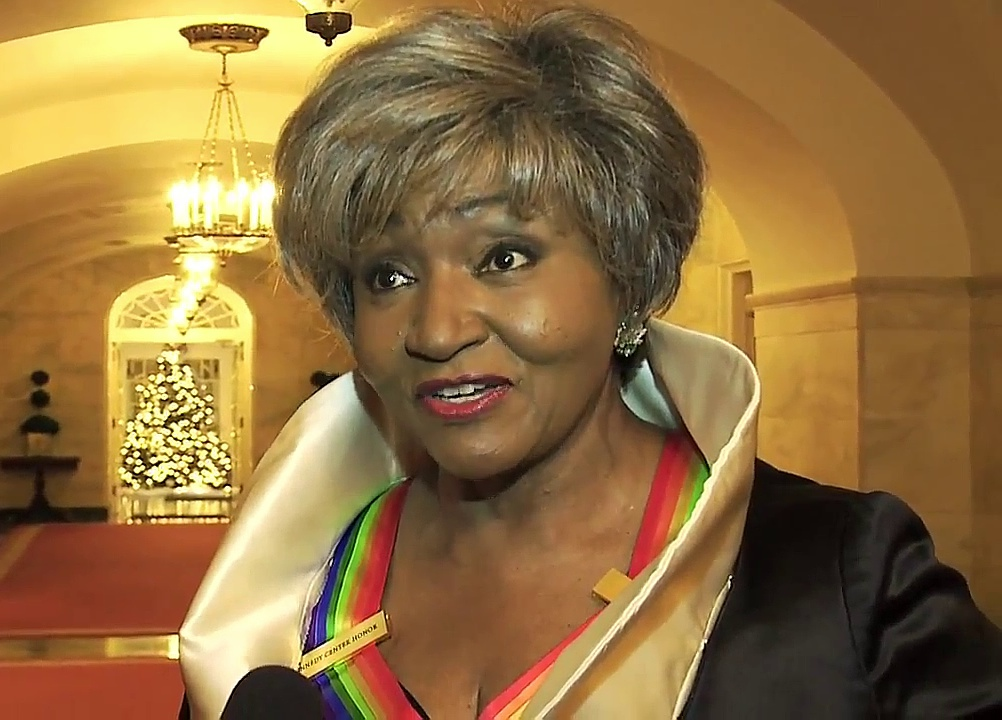
Grace Bumbry

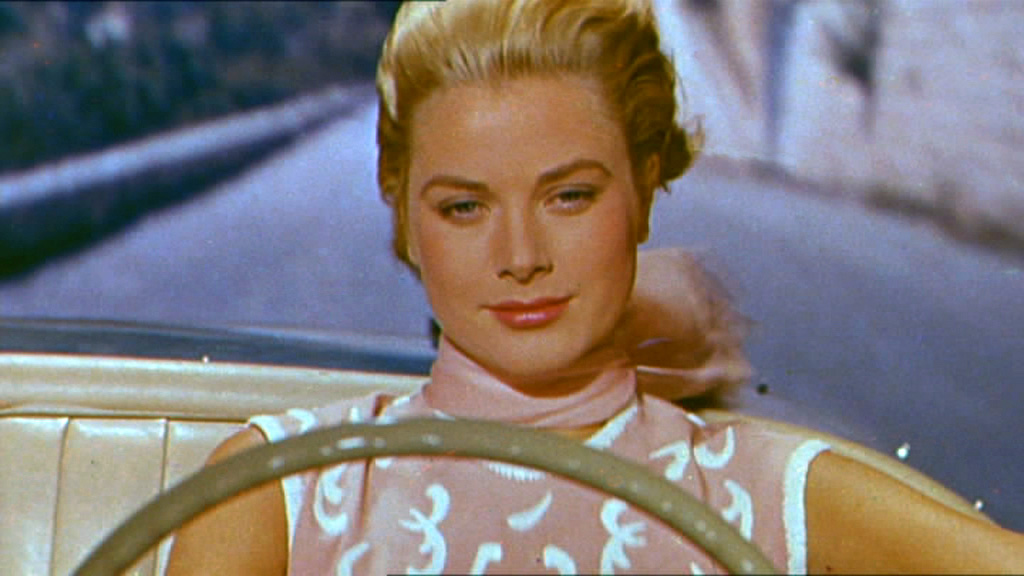
Grace Kelly

- Graziella Antonioli, annunciatrice televisiva italiana
- Graziella Campagna, vittima della mafia
- Graziella Chiappalone, showgirl italiana
- Graziella Ciaiolo, cantante italiana
- Graziella De Palo, giornalista italiana
- Graziella Fumagalli, medico italiano
- Graziella Galvani, attrice italiana
- Graziella Granata, attrice italiana
- Graziella Lonardi Buontempo, collezionista d'arte e mecenate italiana
- Graziella Magherini, psicoanalista italiana
- Graziella Marina, attrice italiana
- Graziella Mascia, politica italiana
- Graziella Polesinanti, attrice e doppiatrice italiana
- Graziella Porta, attrice e doppiatrice italiana
- Graziella Priulla, sociologa e saggista italiana
- Graziella Riga, politica italiana
- Graziella Romeo, annunciatrice televisiva italiana
- Graziella Sciutti, soprano italiano

### Variante Grace

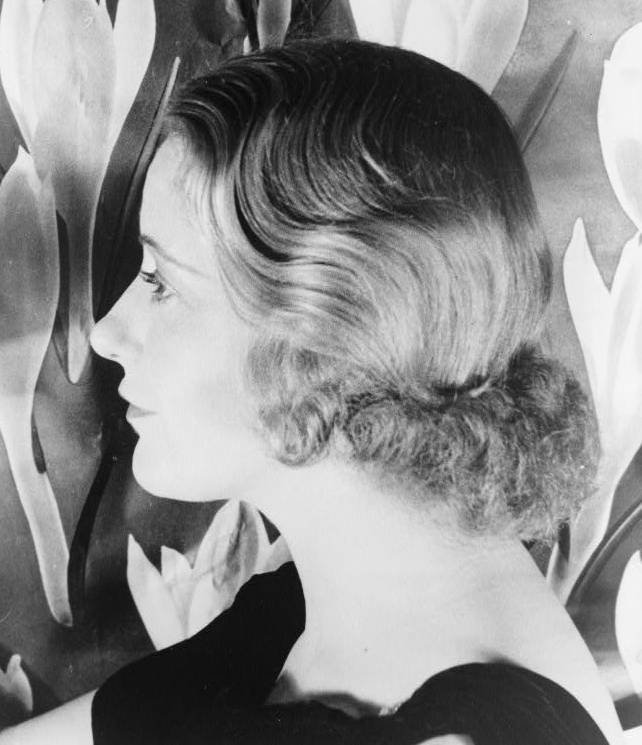
Grace Moore

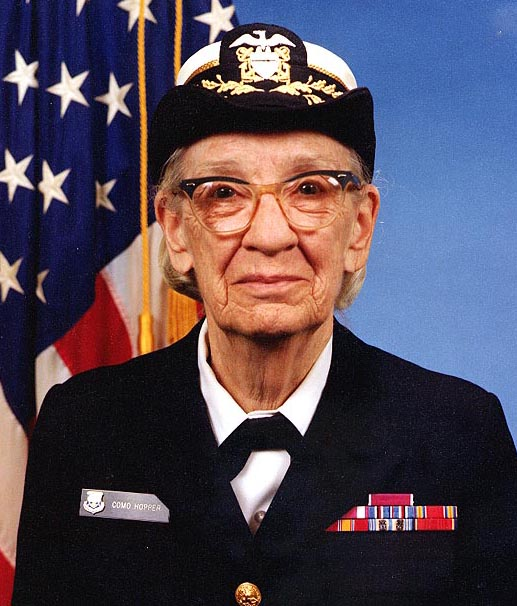
Grace Murray Hopper

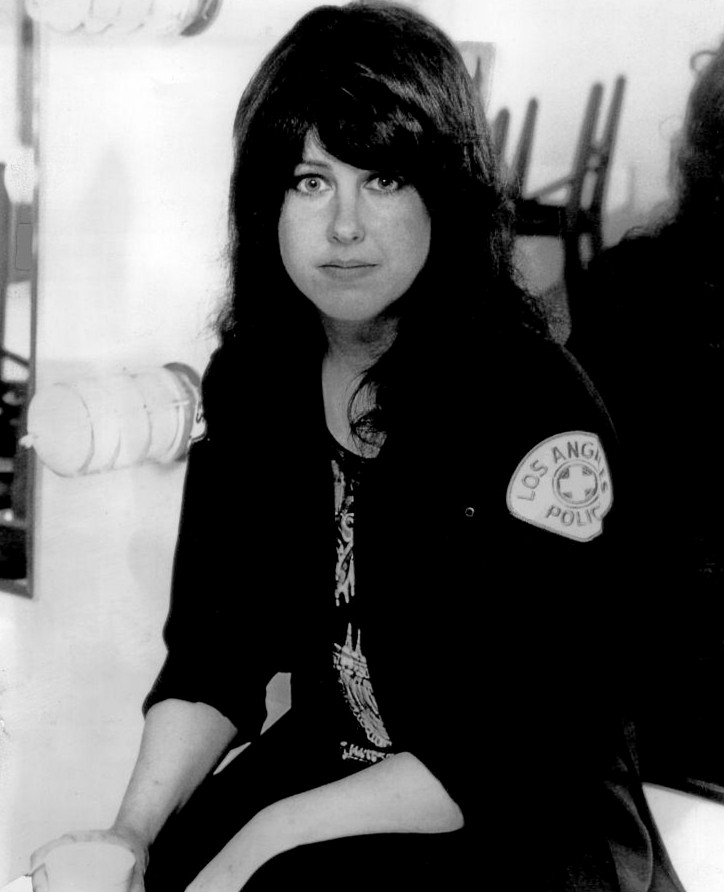
Grace Slick

- Grace M. Bolen, pianista e compositrice statunitense
- Grace Bumbry, mezzosoprano e soprano statunitense
- Grace Chang, cantante e attrice cinese
- Grace Coddington, modella e giornalista britannica
- Grace Anna Coolidge, first lady statunitense
- Grace Cunard, attrice, sceneggiatrice e regista statunitense
- Grace Daley, cestista statunitense
- Grace Darmond, attrice canadese
- Grace Henderson, attrice statunitense
- Grace Jackson, atleta giamaicana
- Grace Jones, cantante, attrice, modella, compositrice, artista giamaicana
- Grace Kelly, attrice statunitense e principessa di Monaco
- Grace Metalious, scrittrice statunitense
- Grace Min, tennista statunitense
- Grace Moore, soprano e attrice statunitense
- Grace Murray Hopper, matematica, informatica e militare statunitense
- Grace Napolitano, politica statunitense
- Grace O'Malley, rivoluzionaria e pirata irlandese
- Grace Paley, scrittrice, poetessa e attivista statunitense
- Grace Park, attrice canadese
- Grace Slick, cantante statunitense
- Grace Verbeke, ciclista su strada belga
- Grace Mary Williams, compositrice britannica
- Grace Zabriskie, attrice statunitense

### Variante Gracie
- Gracie Carvalho, modella brasiliana
- Gracie Glam, pornoattrice statunitense

### Altre varianti
- Graça Machel, politica mozambicana naturalizzata sudafricana
- Graciela Stéfani, attrice argentina

### Variante maschile Grazio
- Grazio Cossali, pittore italiano
- Grazio Falisco, poeta romano
- Grazio Maria Grazi, scrittore italiano

## Il nome nelle arti
- Graziella è un personaggio dell'omonimo romanzo di Ercole Patti.
- Graziella è un personaggio della commedia Le bugie con le gambe lunghe di Eduardo De Filippo.
- Grace Adler è un personaggio della serie televisiva Will & Grace.
- Grace Hamilton è un personaggio del film del 1990 Il padrino - Parte III, diretto da Francis Ford Coppola.
- Grazia Negata è un personaggio dei fumetti della serie dei Simpson.
- Grace Phillips è un personaggio del film del 2007 Grace Is Gone, diretto da James C. Strouse.
- Grace Van Pelt è un personaggio della serie televisiva The Mentalist.
- Gracie Thompson è un personaggio del film del 2004 Gracie's Choice, diretto da Peter Werner.
- Mariagrazia Ardengo è un personaggio del romanzo Gli indifferenti di Alberto Moravia.
- Graziella è una canzone di Sergio Bruni